# PoSAT-1
PoSAT-1 (Portugese Satellite) – eksperymentalny satelita obserwacji Ziemi; pierwszy portugalski sztuczny satelita. Zbudowany przez konsorcjum podmiotów portugalskich z udziałem firmy SSTL i University of Surrey. Wystrzelony w 1993 jako ładunek dodatkowy do satelity SPOT 3. Pracował do 2006.
Satelita został zbudowany przez konsorcjum portugalskich firm i uczelni (Laboratório Nacional de Engenharia e Tecnologia Industrial (INETI), Efacec, Oficinas Gerais de Material Aeronaútico, Marconi, Alcatel, Instituto Superior Técnico, Universidade da Beira Interior, Centro de Desenvolvimento e Inovação Tecnológicos) pod kierownictwem dostawcy wykorzystanej platformy Microsat-70/SSTL-42, University of Surrey i firmą SSTL. Ta ostatnia odpowiadała za budowę stacji łączności koło Sintry, a także wyszkolenie zespołu 7 inżynierów.
Satelita został wyposażony w:
- system zobrazowania Ziemi

zespół szerokokątny: pole widzenia 68°, ogniskowa 4,8 mm, 1500×1050 km, rozdzielczość 2 km, czułość 810-900 nm
zespół wąskokątny: ogniskowa 50 mm, 150×100 km, rozdzielczość 200 m, czułość 610-690 nm
komputer pokładowy do obróbki i kompresji danych
- szukacz gwiazd – część systemu kontroli położenia
- odbiornik nawigacji satelitarnej, typu Trimble TANS-II
- detektor promieniowania kosmicznego – półprzewodnikowy, z analizatorem wielokanałowym, taki sam jak na satelicie KITSAT 1[2]
- eksperymentalne urządzenie do łączności Ziemia-orbita – oparte na dwóch procesorach sygnałowych TMS320 (C25, C30); wywołania POSAT1-11 i POSAT1-12[1]
- główny komputer pokładowy – bazujący na procesorze 80C186 z 16 MB SRAM i 32 MB pamięci stałej[2]; z modułem łączności typu store and forward

Satelita był stabilizowany polem grawitacyjnym (wysięgnik). Dysponował mocą elektryczną 20 W. Planowy czas pracy wynosił 5 lat.